# Las palabras de Max
Las palabras de Max is een Spaanse dramafilm uit 1978 onder regie van Emilio Martínez Lázaro. Hij won met deze film de Gouden Beer op het filmfestival van Berlijn.

## Verhaal
Een oudere intellectueel tracht zijn eenzaamheid te verlichten door contacten met zijn minnares, zijn dochter en zijn vrienden. 

## Rolverdeling
| Acteur                      | Personage |
| --------------------------- | --------- |
| Ignacio Fernández de Castro | Max       |
| Myriam De Maeztu            | Luisa     |
| Gracia Querejeta            | Sara      |
| Cecilia Villarreal          | Laura     |
| Héctor Alterio              | Julián    |
| María de la Riva            | Jacoba    |